# Frelinghien
Frelinghien es una comuna francesa situada en el departamento del Norte, en la región de Alta Francia.

## Demografía
| 1560 | 1703 | 1942 | 2181 | 2228 | 2395 | 2581 |
| Para los censos de 1962 a 1999 la población legal corresponde a la población sin duplicidades (Fuente: INSEE [Consultar]) |      |      |      |      |      |      |